# Hôtel Martel
L'hôtel Martel ou  maison-atelier des sculpteurs Martel, situé rue Mallet-Stevens à Paris, est l'œuvre de l'architecte Robert Mallet-Stevens réalisée en 1927 pour les frères sculpteurs Jan et Joël Martel.  La maison atelier est classée au titre des monuments historiques le 11 décembre 1990.

## Présentation
L'hôtel Martel est situé au 10 de la rue Mallet-Stevens dans le 16e arrondissement de Paris. Il est commandé à l'architecte Robert Mallet-Stevens par les frères sculpteurs Jan et Joël Martel (1896-1966). La maison atelier est  classée au titre des monuments historiques le 11 décembre 1990.
Le maison-atelier s'inscrit dans cette parcelle de 12 m x 18 m et comprend un atelier pour les deux sculpteurs et trois appartements indépendants .
Les grilles et portails sont réalisés par Jean Prouvé. La porte d'entrée est métallique, haute et coulissante, elle permet le passage d'œuvres de grandes dimensions comme des statues et des tableaux. Charlotte Perriand a conçu un studio bar, une grande chambre à coucher est l'œuvre de Gabriel Guevrekian, et les meubles coulissants fixés au mur uniquement par des tringles, sans reposer sur le sol, sont dessinés par Francis Jourdain. Un vitrail de Louis Barillet décore la cage d'escalier.